# Bedre Byggeskik
Landsforeningen Bedre Byggeskik var en indflydelsesrig dansk landsdækkende forening, som 27. juni 1915 blev oprettet af en gruppe arkitekter, herunder Thorkild Henningsen og Carl Brummer. Foreningen blev nedlagt 1965, og betegnelsen "Bedre Byggeskik" anvendes nu om en stilperiode i dansk arkitektur ca. 1915-1940, der tog udgangspunkt i ældre dansk byggeskik og overlappede nyklassicismen.

## Historie
Foreningens formål var at forbedre den danske bygningskultur. Det skete ved den såkaldte tegnehjælp, der bestod i at foreningens arkitekter tegnede enkle huse karakteriseret ved simple materialer og håndværksmæssigt gode løsninger. Tegningerne til et sådant hus kunne bestilles hos foreningen og lade en lokal bygmester opføre huset, hvorfor man ofte kalder det en murermestervilla. Typisk var der tale om et symmetrisk hus i halvanden etage i røde mursten og med rødt, halvvalmet tag og kælder. Bevægelsens idealer overlapper i vid udstrækning nyklassicismen, selvom Bedre Byggeskik-normen typisk gav arkitekterne større frihed til pittoreske detaljer.
Holbæk var et tidligt arnested for denne arkitekturretning (særligt vejen Bakkekammen) med arkitekterne Ivar Bentsen og Marius Pedersen. Bentsen havde allerede i 1911 stiftet en "bygmesterskole" i byen. Akademisk Arkitektforenings tegnehjælp, etableret 1907, Landsudstillingen i Århus 1909 og P.V. Jensen Klints agitationer i bogen Bygmesterskolen var tidlige forløbere for Bedre Byggeskik.
Foreningen eksisterede til 1965, men allerede fra omkring 1930 begyndte den i byerne at miste indflydelse og tabe terræn til funktionalismen. Poul Henningsen og kredsen omkring Kritisk Revy gjorde tykt nar af Bedre Byggeskik, som de anså for en stilistisk spændetrøje og et tilbageskuende kulturfænomen, som de kaldte "akademisk Arkitekturs Nulpunkt". Men i byggeskikken på landet levede indflydelsen længe videre ind i 1940'erne.

## Formænd
- 1915-1925: Vilhelm Nielsen
- 1926-1933: Vilhelm Lorenzen
- 1934-1965: Harald Nielsen

## Institutioner og kvarterer med bebyggelser i Bedre Byggeskik
- Annebergparken nær Nykøbing Sjælland
- Bavnevangens Haveby i Brønshøj
- Frederiksberg Kommunale Funktionærers Boligforening
- Grøndalsvænge i Grøndal
- Den Sønderjyske By på Frederiksberg
- Studiebyen i Hellerup
- Bakkekammen i Holbæk

## Væsentlige udøvere af Bedre Byggeskik
- Jens Andreas Foged - Thisted/Thy
- Carl Andersen – Lolland
- Fredrik Appel – særligt Tåstrup
- Anthon Bendix – Københavns omegn
- Ivar Bentsen – særligt Holbæk
- Martin Borch
- Carl Brummer – København og Nordsjælland
- Cosmus Bræstrup – Gentofte Kommune og Nordsjælland
- Ove Funch-Espersen – Bornholm
- Niels Gotenborg – særligt København
- Peder Gram – særligt Sønderjylland
- Claudius Hansen
- Thorkild Henningsen – København og omegn
- Elliot Hjuler – Københavns, Frederiksberg og Gentofte Kommuner
- Johannes Holck – især Nysted
- Poul Holsøe – København
- Frederik Kiørboe
- P.V. Jensen Klint
- Sylvius Knutzen – særligt Hjørring
- August J. Nielsen – primært Amager, Vanløse og Gentofte Kommune
- Harald Nielsen
- Peter Nielsen – København og omegn
- Einar Packness – særligt Nordjylland
- Hother A. Paludan – særligt Nordjylland
- Aage Paul-Petersen - især Gentofte Kommune
- Marius Pedersen – særligt Holbæk
- Ernst Petersen – særligt Kolding
- Ulrik Plesner – særligt Skagen og Ringkøbing
- Georg Ponsaing – København og omegn
- Daniel Rasmussen – særligt Ollerup og Sydfyn
- Ejnar Mindedal Rasmussen – særligt Ollerup og Sydfyn
- Carl Schiøtz – København og omegn
- Robert V. Schmidt - Kolding
- K.T. Seest – særligt Søborg og Frederiksberg
- Hans Georg Skovgaard – København og omegn
- Morten Skøt – Hadsund, Hobro og Himmerland
- Johan Speyer – København og omegn
- Lauritz Thaysen – særligt Tønder
- Johannes Tidemand-Dal - særligt Næstved
- Kai Turin – København og omegn
- Jesper Tvede – København og Nordsjælland
- Kristoffer Varming
- Niels Westergaard – København og omegn
- Einar Ørnsholt – særligt Nakskov